# Toni Kroos
Toni Kroos (n. 4 ianuarie 1990, Greifswald, Republica Democrată Germană) este un fotbalist german retras din activitate. Considerat unul dintre cei mai buni mijlocași din istorie, el este cunoscut pentru viziunea sa, pase, creativitate, încrucișări și abilitatea sa de a pune la cale. Este considerat unul dintre cei mai buni fotbaliști germani din toate timpurile. Kroos a jucat în principal ca mijlocaș central, dar a fost, de asemenea, angajat ca un creator de joc profund în cariera sa. Cu 34 de titluri câștigate, Kroos este cel mai de succes fotbalist german.
Kroos și-a început cariera la club de seniori jucând pentru Bayern München, unde și-a făcut debutul la vârsta de 17 ani, în 2007. A fost folosit cu moderație și a optat pentru o perioadă de împrumut de 18 luni echipei din Bundesliga Bayer Leverkusen, unde a devenit un contributor cheie, și a revenit la clubul său cu o experiență adăugată în 2010. Cu Bayern, Kroos a câștigat două titluri consecutive de campionat (trei titluri în total), un titlu de Liga Campionilor UEFA, două titluri DFB-Pokal și a fost votat în echipa sezonului de trei ori. În 2014, s-a alăturat lui Real Madrid într-un transfer în valoare de 25 de milioane de euro.
La Madrid, Kroos a câștigat douăzeci și unu de trofee, inclusiv patru titluri La Liga și cinci titluri de Liga Campionilor UEFA, dintre care trei le-a câștigat consecutiv din 2016 până în 2018, de fiecare dată fiind inclus în echipa sezonului a competiției. A fost selectat în FIFA FIFPRO World 11 și Echipa anului UEFA de trei ori fiecare, iar în echipa sezonului a campionatului de două ori. A fost votat Cel mai bun Creator de Joc din Lume de către IFFHS în 2014 și Fotbalistul German al Anului în 2018.
Kroos a câștigat premiul pentru Jucătorul de Aur la Campionatul European de Fotbal sub 17 ani din 2006 și Balonul de Aur la Cupa Mondială sub 17 ani din 2007. Și-a făcut debutul cu echipa națională de fotbal a Germaniei în 2010, la vârsta de 20 de ani, și a participat la șase turnee majore. Cu 114 meciuri internaționale pentru echipa de seniori, Kroos este în top 10 a celor mai selecționați jucători din istoria naționalei. Kroos a ajutat Germania să câștige Campionatul Mondial de Fotbal 2014, unde a fost cel mai bun pasator și a fost inclus în Echipa turneului, Echipa de vis și votat Jucătorul German al Anului. La Campionatul European de Fotbal 2016, a fost inclus în echipa turneului. În 2024, Kroos s-a retras din fotbalul profesionist după ce a ajuns cu naționala sa în sferturile de finală la Campionatul European de Fotbal 2024.

## Goluri internaționale
| #  | Data              | Stadion                                           | Oponent           | Scor | Rezultat | Competiția                                             |
| -- | ----------------- | ------------------------------------------------- | ----------------- | ---- | -------- | ------------------------------------------------------ |
| 1. | 6 septembrie 2011 | PGE Arena Gdańsk, Gdańsk, Polonia                 | Polonia           | 1–1  | 2–2      | Meci amical                                            |
| 2. | 11 noiembrie 2011 | Olimpiysky National Sports Complex, Kiev, Ucraina | Ucraina           | 1–2  | 3–3      | Meci amical                                            |
| 3. | 12 octombrie 2012 | Aviva Stadium, Dublin, Irlanda                    | Republica Irlanda | 5–0  | 6–1      | Calificările pentru Campionatul Mondial de Fotbal 2014 |
| 4. | 12 octombrie 2012 | Aviva Stadium, Dublin, Irlanda                    | Republica Irlanda | 6–0  | 6–1      | Calificările pentru Campionatul Mondial de Fotbal 2014 |
| 5. | 6 septembrie 2013 | Allianz Arena, München, Germania                  | Austria           | 2–0  | 3–0      | Calificările pentru Campionatul Mondial de Fotbal 2014 |
| 6. | 8 iulie 2014      | Estádio Mineirão, Belo Horizonte, Brazilia        | Brazilia          | 3–0  | 7–1      | Campionatul Mondial de Fotbal 2014                     |
| 7. | 8 iulie 2014      | Estádio Mineirão, Belo Horizonte, Brazilia        | Brazilia          | 4–0  | 7–1      | Campionatul Mondial de Fotbal 2014                     |
| 8  | 14 octombrie 2014 | Arena AufSchalke, Gelsenkirchen, Germania         | Republica Irlanda | 1–0  | 1–1      | Preliminariile UEFA Euro 2016                          |
| 9  | 18 noiembrie 2014 | Balaídos, Vigo, Spania                            | Spania            | 1–0  | 1–0      | Meci amical                                            |
| 10 | 26 martie 2016    | Olympiastadion, Berlin, Germania                  | Anglia            | 1–0  | 2–3      | Meci amical                                            |
| 11 | 29 martie 2016    | Allianz Arena, München, Germania                  | Italia            | 1–0  | 4–1      | Meci amical                                            |
| 12 | 8 octombrie 2016  | Volksparkstadion, Hamburg, Germania               | Cehia             | 2–0  | 3–0      | Calificările pentru Campionatul Mondial FIFA 2018      |
| 13 | 23 iunie 2018     | Fisht Olympic Stadium, Sochi, Rusia               | Suedia            | 2–1  | 2–1      | Campionatul Mondial de Fotbal 2018                     |
| 14 | 16 octombrie 2018 | Stade de France, Saint-Denis, Franța              | Franța            | 1–0  | 1–2      | Liga Națiunilor UEFA 2018–2019 Liga A                  |
| 15 | 6 septembrie 2019 | Volksparkstadion, Hamburg, Germania               | Țările de Jos     | 2–2  | 2–4      | Preliminariile UEFA Euro 2020                          |
| 16 | 16 noiembrie 2019 | Borussia-Park, Mönchengladbach, Germania          | Belarus           | 3–0  | 4–0      | Preliminariile UEFA Euro 2020                          |
| 17 | 16 noiembrie 2019 | Borussia-Park, Mönchengladbach, Germania          | Belarus           | 4–0  | 4–0      | Preliminariile UEFA Euro 2020                          |

## Palmares

### Club
FC Bayern München
- Bundesliga: 2007–08, 2012–13, 2013–14
- DFB-Pokal: 2007–08, 2012–13, 2013–14
- DFB-Ligapokal: 2007
- DFL-Supercup: 2010, 2012
- UEFA Champions League: 2012–13
- Supercupa Europei: 2013
- FIFA Club World Cup: 2013

Real Madrid
- Supercupa Europei (4): 2014, 2016, 2017, 2022
- La Liga (4): 2016-17, 2019-20, 2021-22, 2023-24
- Supercupa Spaniei (4): 2017, 2019–20, 2021–22, 2023–24
- Liga Campionilor (6): 2015-16, 2016-17, 2017–18, 2021–22, 2023–24
- Campionatul Mondial al Cluburilor (5): 2014, 2016, 2017, 2018, 2022

### Națională
Germania

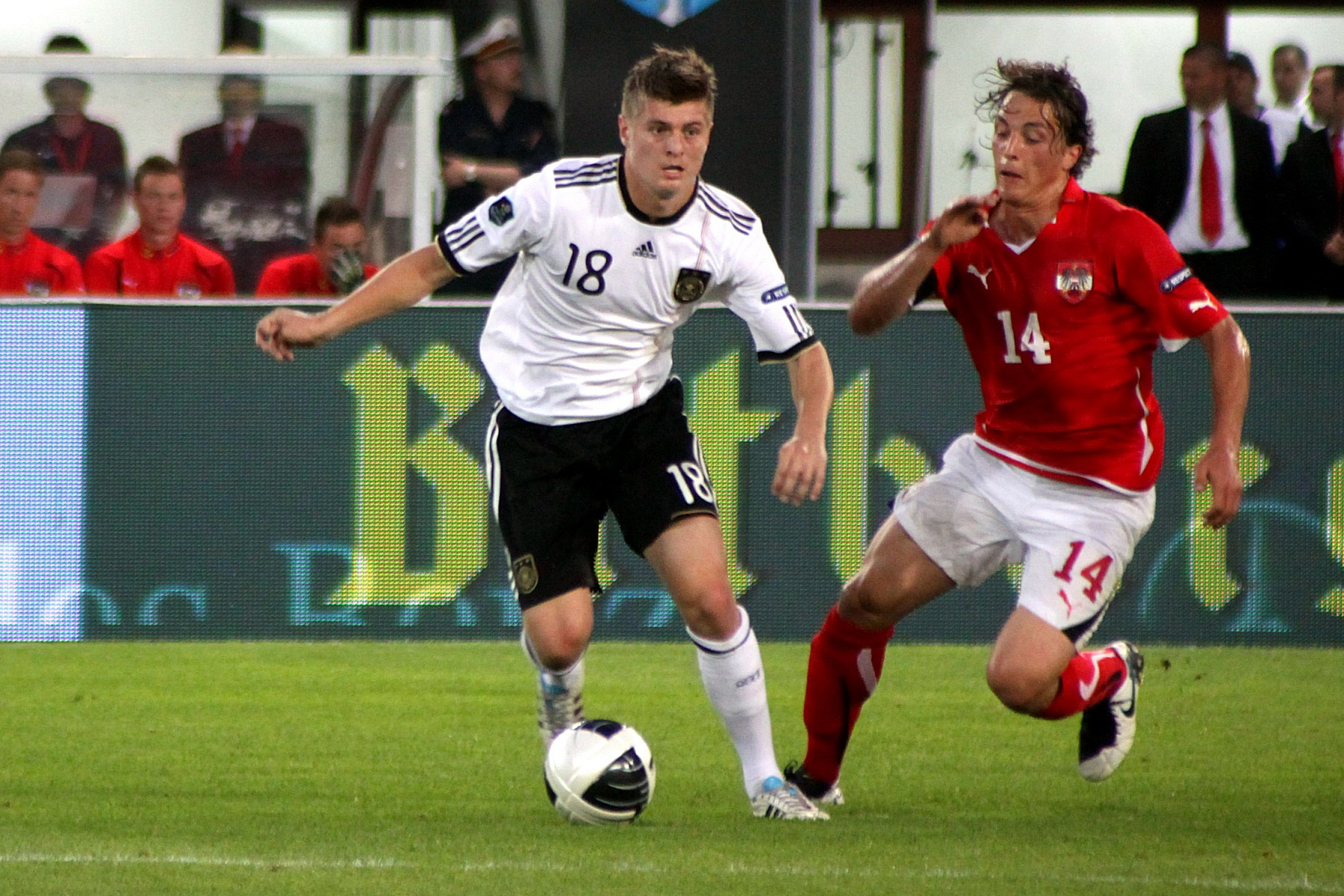
Toni Kroos în 2011

- Campionatul Mondial de Fotbal (1): 2014

Locul 3 — medaliat cu bronz: 2010
- Campionatul Mondial de Fotbal U-17

Locul 3 — medaliat cu bronz: 2007
- Campionatul European de Fotbal U-17

Locul 4: 2007

### Individual
- Campionatul European de Fotbal U-17 — Cel mai bun jucător: 2006
- Golgheter la Campionatul European de Fotbal U-17: 2006
- Campionatul Mondial de Fotbal U-17 — Balonul de Aur
- Campionatul Mondial de Fotbal U-17 — Gheata de Aur
- Fritz-Walter-Medalie (Aur) 2008 (Categoria U18)[6]
- Omul meciului la Campionatul Mondial de Fotbal 2014: Brazilia vs Germania (SF)